# Brownea longipedicellata
Brownea longipedicellata är en ärtväxtart som beskrevs av Huber. Brownea longipedicellata ingår i släktet Brownea och familjen ärtväxter. Inga underarter finns listade i Catalogue of Life.